# Stilifer linckiae
Stilifer linckiae is een slakkensoort uit de familie van de Eulimidae. De wetenschappelijke naam van de soort is voor het eerst geldig gepubliceerd in 1887 door P. Sarasin & F. Sarasin.